# Leercentrum AGORA

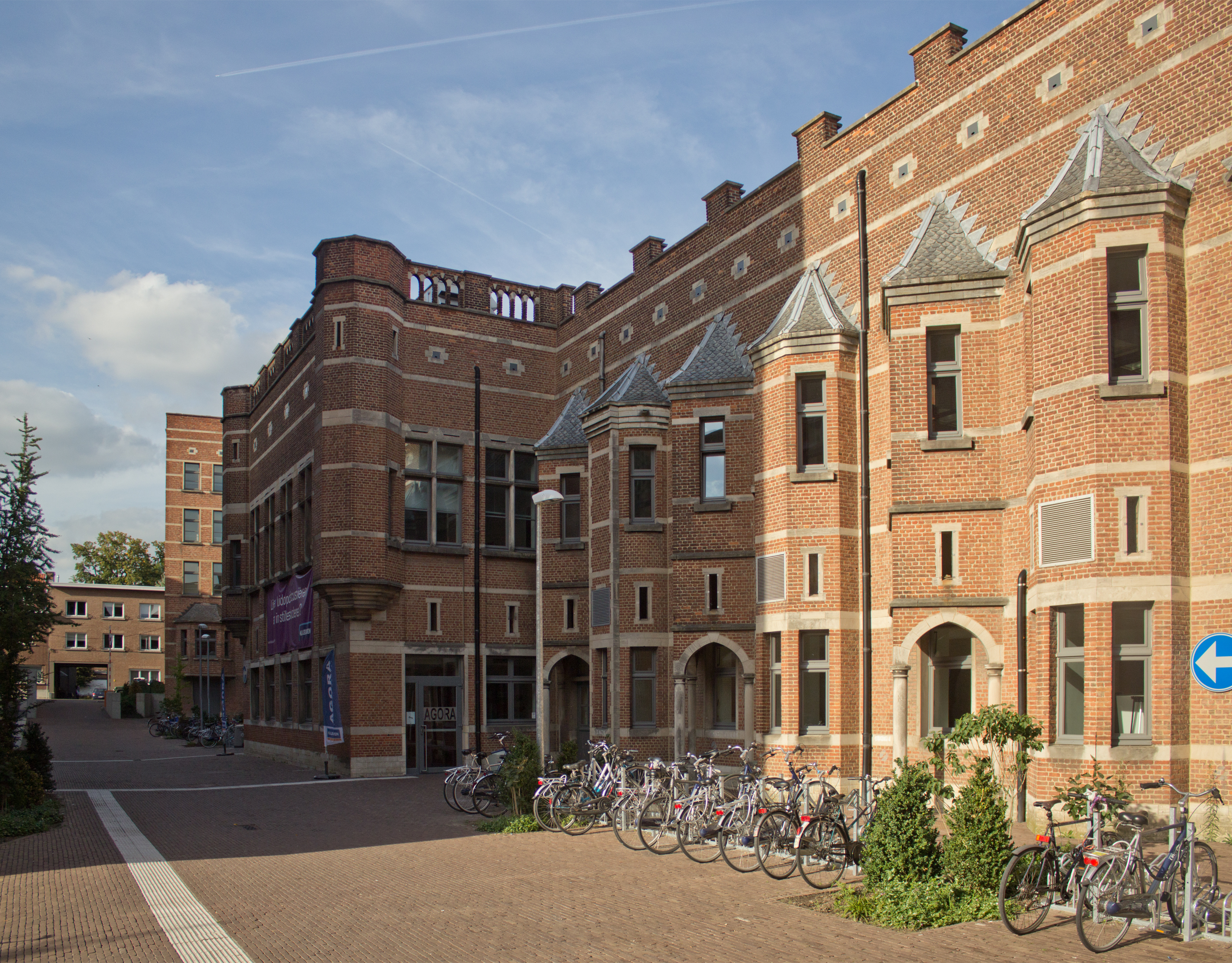
Het voormalig Instituut voor Farmaceutische Wetenschappen

Het Leercentrum AGORA is een gebouw van de Katholieke Universiteit Leuven in de Belgische stad Leuven. Vanaf zijn bouw in de jaren 1930 tot 2006 stond het gebouw bekend als het Instituut voor Farmaceutische Wetenschappen. Thans huisvest het gebouw een leercentrum met uitleendienst, een auditorium en verscheidene werklokalen. Het gebouw ligt op de Campus Sociale Wetenschappen.

## Geschiedenis
Nog voor de Eerste Wereldoorlog voorzag rector Paulin Ladeuze de bouw van een nieuw instituut voor farmacie. In 1918 kocht de universiteit een terrein in de Edward Van Evenstraat en tussen 1931 en 1934 werd het Instituut voor Farmaceutische Wetenschappen naar een ontwerp van kanunnik Jan Janssen gebouwd. In het gebouw bevindt zich nog steeds een gedenksteen met daarop het wapenschild van Mgr. Ladeuze en het jaartal 1932. In oktober 1933 nam de School voor Farmacie het gebouw in gebruik. De officiële inhuldiging vond plaats op 24 juni 1934.
In mei 1978 verleende het Vlaams-Brabantse Provinciaal Bestuur van Stedebouw en Ruimtelijke Ordening een gunstig advies voor sloping van het gebouw. Volgens het toenmalige ontwikkelingsplan van de universiteit diende het departement Farmaceutische Wetenschappen immers overgebracht te worden naar Campus Arenberg in Heverlee, de Campus Exacte Wetenschappen. Ondanks dit provinciaal advies en de universiteitsplannen bleef het gebouw nog enkele decennia in gebruik van het departement Farmaceutische Wetenschappen, dat in 1992 tot de faculteit Farmaceutische Wetenschappen werd omgevormd. In 2006 verhuisde deze faculteit naar Campus Gasthuisberg.
Na enkele jaren leegstand opende in 2013 in het gebouw het Leercentrum AGORA, een modern informeel leercentrum voor studenten en personeelsleden van de KU Leuven met studie- en (groeps)werkruimtes. In 2019 opende ook de gerenoveerde rechtervleugel van het gebouw mede dankzij de erfgoedcampagne 'Steun Agora'. Het auditorium in AGORA werd vernoemd naar Emma Vorlat, de eerste vrouwelijke vicerector van de KU Leuven. De toiletten in deze vleugel zijn genderneutraal.